# Kuszenie

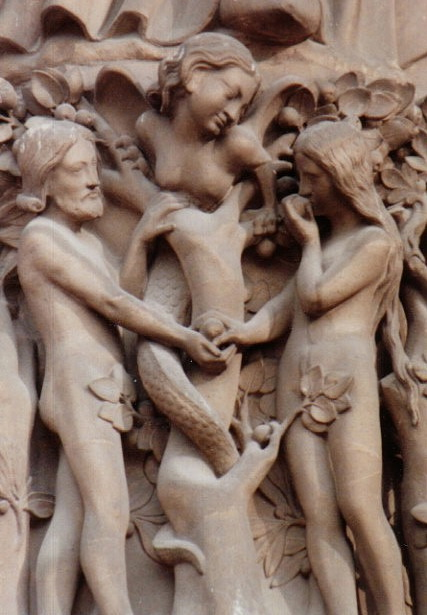
Kuszenie Adama i Ewy w raju (płaskorzeźba z katedry Notre Dame w Paryżu)

Kuszenie – rodzaj oddziaływania, które ma skłonić kogoś do zrobienia czegoś złego (zazwyczaj w znaczeniu moralnym lub negatywnych konsekwencji).
W rozumieniu chrześcijańskim jest to działanie Szatana, mające na celu zagubienie człowieka, zamazanie prawdy w jego sercu i zmniejszenie dostępu łask Ducha Świętego do człowieka. Grozi upadkiem i zaprzeczeniem Bożej miłości, czyli grzechem.
Choć w języku potocznym kuszenie kojarzy się niemal wyłącznie z nakłanianiem do zła przez kusiciela, pierwotny sens biblijny tego słowa oznacza także poddawanie kogoś próbie.